# One Moment in Time
"One Moment in Time" là một bài hát đã đoạt giải Emmy được Albert Hammond và John Bettis sáng tác, Narada Michael Walden sản xuất và được trình bày bởi ca sĩ nhạc pop và R&B người Mỹ Whitney Houston dành cho Thế vận hội Mùa hè 1988 và Paralympic mùa hè tổ chức tại Seoul, Hàn Quốc. Đây là một bài hát bất hủ trong lịch sử thể thao, đứng top 10 trong các bảng xếp hạng tại nhiều quốc gia và được đề cử một giải Grammy ở hạng mục "Trình diễn giọng pop nữ xuất sắc nhất".

## Danh sách track và định dạng
- GER 12" maxi-vinyl/Maxi-CD single/UK 12" vinyl single (Version 1)[2][3]

1. "One Moment in Time" by Whitney Houston ― 4:42
2. "Midnight Wind" by Tony Carey ― 5:03
3. "Olympic Joy" (Instrumental) by Kashif ― 4:03

- UK 12" vinyl single (Version 2)[4]

1. "One Moment in Time" by Whitney Houston ― 4:42
2. "Olympic Joy" (Instrumental) by Kashif ― 4:03
3. "Rise to the Occasion" by Jermaine Jackson & Lala ― 4:43

- UK 12" vinyl single (Version 3)[5]

1. "One Moment in Time" by Whitney Houston ― 4:42
2. "Love Will Save the Day" (Jellybean Remix)
3. "Olympic Joy" (Instrumental) by Kashif ― 4:03

- UK / Europe 7" vinyl single[6][7]

1. "One Moment in Time" by Whitney Houston ― 4:42
2. "Olympic Joy" (Instrumental) by Kashif ― 4:03

- US 7" vinyl single[8]

1. "One Moment in Time" ― 4:42
2. "Love Is a Contact Sport" ― 4:16

- GER 5" maxi-CD single[9]

1. "One Moment in Time" by Whitney Houston ― 4:42
2. "Olympic Joy" (Instrumental) by Kashif ― 4:03
3. "Rise to the Occasion" by Jermaine Jackson & Lala ― 4:43
4. "One Moment in Time" (Instrumental) ― 4:42

- JPN 3" CD single[10]

1. "One Moment in Time" by Whitney Houston ― 4:42
2. "Olympic Joy" (Instrumental) by Kashif ― 4:03

## Xếp hạng và chứng nhận
| Bảng xếp hạng (1988–1989)         | Vị trí cao nhất |
| --------------------------------- | --------------- |
| Australia (Kent Music Report)     | 49              |
| Austria (Ö3 Austria Top 40)       | 5               |
| Belgium (VRT Top 30)              | 3               |
| Canada (RPM 100 Singles)          | 22              |
| Finland (Suomen virallinen lista) | 5               |
| France (SNEP)                     | 8               |
| Germany (Media Control Top 100)   | 1               |
| Ireland (IRMA)                    | 2               |
| Italy (Musica e Dischi)           | 5               |
| Netherlands (Dutch Top 40)        | 6               |
| New Zealand (RIANZ)               | 34              |
| Norway (VG-lista)                 | 3               |
| Spain (AFYVE)                     | 7               |
| Sweden (Sverigetopplistan)        | 3               |
| Switzerland (Schweizer Hitparade) | 4               |
| U.K (The Official Charts Company) | 1               |
| U.S Billboard Hot 100             | 5               |
| U.S R&B/Hip-Hop Songs             | 22              |
| U.S Adult Contemporary Singles    | 1               |
| Bảng xếp hạng (2012)              | Vị trí cao nhất |
| U.K (The Official Charts Company) | 40              |

| Bảng xếp hạng (1988)           | Xếp hạng |
| ------------------------------ | -------- |
| Dutch Singles Chart            | 53       |
| U.S Billboard Hot 100          | 89       |
| U.S Adult Contemporary Singles | 50       |
| U.S Pop Singles                | 89       |

| Nước                 | Chứng nhận |
| -------------------- | ---------- |
| Đức (BVMI)           | Gold       |
| Vương quốc Anh (BPI) | Bạc        |